# Oko–1
Az Oko–1 szovjet, majd orosz műholdas felderítő rendszer, amely az interkontinentális ballisztikus rakéták indításának detektálására szolgált. A rendszer az orosz korai ballisztikusrakéta-előrejelző rendszer része és felderítési információkat szolgáltat a Moszkva körül kiépített A–135 rakétaelhárító rendszer számára. Az Oko–1 rendszert az Orosz Lég- és Űrvédelmi Erők üzemeltetik. A rendszer 2014-ig egy aktív műholddal üzemelt, napjainkban már nem üzemképes.

## Története
A hasonló funkciójú első generációs Oko felderítő rendszer felváltására tervezték. Az 1980-as évek elején rendszeresített Oko rendszer csak az Egyesült Államok területéről indított ballisztikus rakéták felderítésére volt alkalmas. A nukleáris fegyverek és a rakétatechnika elterjedése miatt azonban a Föld más régióiban elhelyezkedő országok is képessé váltak ballisztikus rakéták bevetésére. Ezért az Oko–1 rendszer legfőbb jellemzője, hogy az Egyesült Államokon kívül más régiók (pl. Kína, Közel-Kelet) lefedésére is alkalmas, valamint a tengerről történő rakétaindítást is képes érzékelni. 
Az új rendszerhez az NPO Lavocskin vállalat készítette el az infravörös tartományban működő teleszkóppal felszerelt USZ–KMO (más néven Prognoz) műholdat, míg az egész rendszer fejlesztését a CNII Kometa vállalat végezte. A geostacionárius pályára állított UK–SZO műholdak a Földnek mindig azonos pontja felett helyezkednek el, így egy adott területet folyamatosan képesek felügyelni.
A rendszer fejlesztése az 1990-es évek elején kezdődött. Az USZ–KMO műholddal az első kísérleti indítást 1991-ben végezték. A rendszert 1995-ben rendszeresítették az Orosz Fegyveres Erőknél. A rendszer első műholdját 1995. november 9-én indították Koszmosz–2133 jelzéssel. Az Oko–1 rendszert az EKSZ rendszer váltja fel.

## Műholdak
A rendszerhez a második generációs USZ–KMO típusú (GRAU-kódja: 71H6) műholdakat rendszeresítették, melyet az NPO Lavocskin vállalat fejlesztett ki. A műholdak 1 m átmérőjű és 4,5 m hosszúságú, napellenzővel ellátott, infravörös tartományban működő teleszkóppal vannak felszerelve. A műhold a rakétaindításnál a hajtóműből kiáramló magas hőmérsékletű égéstermékek infravörös kisugárzását érzékeli. A geostacionárius pályára állított műholdak tervezett élettartama 5–7 év, de ez példányonként nagy eltéréseket mutat.
Napjainkig összesen nyolc USZ–KMO típusú műholdat indítottak. Ezek közül három idő előtt üzemképtelenné vált, míg 5 darab működött a tervezett időtartamig. Az utolsó pályára állított műhold a 2012. március 30-án Koszmosz–2479 jelzéssel indított műhold volt, 2014-től azonban már ez sem üzemképes.
A rendszer összes USZ–KMO típusú műholdját DM–2 rakéta-végfokozattal ellátott Proton–K hordozórakétával indították a bajkonuri űrrepülőtérről.

### Műholdak listája
| Jelzés        | NSSDC ID  | Indítás ideje       | Üzemelés vége (becsült) | Élettartam (becsült) |
| ------------- | --------- | ------------------- | ----------------------- | -------------------- |
| Koszmosz–2133 | 1991-010A | 1991. február 14.   | 1995. november 9.       | 4 év 9 hónap         |
| Koszmosz–2224 | 1992-088A | 1992. december 17.  | 1999. júnrus            | 6 év 6 hónap         |
| Koszmosz–2282 | 1994-038A | 1994. július 6.     | 1995. december 29.      | 1 év 5 hónap         |
| Koszmosz–2350 | 1998-025A | 1998. április 9.    | 1998. június            | 2 hónap              |
| Koszmosz–2379 | 2001-037A | 2001. augusztus 24. | 2009 vége, 2010 eleje   | kb. 8 év             |
| Koszmosz–2397 | 2003-015A | 2003. április 24.   | 2003. június            | 2 hónap              |
| Koszmosz–2440 | 2008-033A | 2008. június 26.    | 2010. február           | 1 év 4 hónap         |
| Koszmosz–2479 | 2012-012A | 2012. március 30.   | 2014. április           | kb. 2 év             |